# RaeLynn
RaeLynn, nom de scène de Racheal Lynn Woodward (née le 4 mai 1994 à Baytown) est une chanteuse américaine.

## Carrière
Racheal Lynn Woodward grandit à Baytown et veut avoir une carrière musicale à 15 ans.
En 2012, RaeLynn auditionne pour la deuxième saison de The Voice après avoir été encouragée par un concurrent de l'équipe Adam qui a écrit des chansons avec elle. Adam Levine et Blake Shelton la veulent dans leurs équipes, mais elle choisit finalement Blake. Elle est éliminée en quarts de finale.
En 2012, elle signe chez Republic Nashville. Elle écrit des chansons avec Natalie Hemby, Jon Randall, John Wiggins et les autres concurrents de Voice Nicolle Galyon et Hailey Steele.
Elle interprète une chanson co-écrite avec Miranda Lambert intitulée Lie et revient avec les autres finalistes Chris Mann et Juliet Simms pour se produire lors de l'émission des résultats des demi-finales de la troisième saison de The Voice, interprétant son nouveau single, Boyfriend. Le single se vend à 27 000 exemplaires lors de sa première semaine.
Elle a interprété des chœurs pour le single de 2013 de Blake Shelton, Boys 'Round Here. La chanson figure également sur l'album de Shelton, Based on a True Story…. Elle signe avec le label de Dr. Luke, Prescription Songs, en avril 2013.
Le premier single de RaeLynn pour les radios country, God Made Girls, sort le 1er juillet 2014. Le 2 décembre 2014, elle interprète son single dans la saison 7 de The Voice. Il entre dans le Top 10 du Hot Country Songs. Le 13 janvier 2015, RaeLynn sort un EP chez Valory Music Co. intitulé Me, qui est septième du  Top Country Albums chart, avec 5 500 exemplaires vendus la première semaine. For a Boy sort le 23 mars 2015 en tant que deuxième single de RaeLynn pour les radios country. Il a eu moins de succès que son prédécesseur et un an plus tard, en avril 2016, RaeLynn se sépare de Valory Music Co.
Le 7 juin 2016, RaeLynn signe un nouveau contrat d'enregistrement avec Warner Records Nashville. Love Triangle sort le 11 juillet 2016 comme son premier single pour le label. Il sert de premier extrait à son premier album, WildHorse, sorti le 24 mars 2017. Il est numéro un du Billboard Country Albums Chart, RaeLynn est la première artiste country féminine à le faire depuis Hero de Maren Morris.
Le 8 novembre 2019, elle sort le single Bra Off et annonce avoir signé avec Round Here Records, le label de Florida Georgia Line. Keep Up suit en février 2020 et est diffusé par les radios country comme son premier single sous le label en avril 2020.

## Vie privée
En octobre 2015, RaeLynn se fiance au conseiller financier Joshua Davis. Ils se marient le 27 février 2016. Un an après leur mariage, RaeLynn révèle que Davis s'est enrôlé dans l'armée. En mai 2021, le couple annonce qu'il attend son premier enfant, une fille. Elle donne naissance le 8 septembre 2021 à sa fille Daisy Rae.
Elle a le diabète de type 1.

## Discographie
Albums
- 2017 : WildHorse
- 2021 : Baytown

EPs
- 2015 : Me
- 2020 : Baytown

Singles
- 2012 : Boyfriend
- 2014 : God Made Girls
- 2015 : For a Boy
- 2016 : Love Triangle
- 2017 : Lonely Call
- 2018 : Queens Don't
- 2018 : Tailgate
- 2020 : Keep Up
- 2021 : Small Town Prayer